# Fusicoccum aesculanum
Fusicoccum aesculanum es un hongo patógeno de la familia Botryosphaeriaceae.